# Johnny Isakson
Johnny Isakson (Atlanta, 1944. december 28. – Atlanta, 2021. december 19.) az Amerikai Egyesült Államok szenátora (Georgia, 2005–2019), korábban pedig a georgiai 6. körzet képviselője (1999–2005). A Republikánus Párt tagja.
Isakson 1966-ban végzett a Georgiai Egyetemen. Ezután négy évig a georgiai nemzeti gárdában szolgált. 1976-tól 1990-ig a georgiai törvényhozásban volt képviselő. 1990-ben sikertelenül indult a georgiai kormányzói tisztért. 1993-tól 1996-ig szenátor volt a georgiai törvényhozásban. 1996-ban sikertelenül indult a szövetségi szenátusi választáson.
A Republikánus Párt váratlanul rosszul szerepelt az 1998-as kongresszusi választáson, és ezért Newt Gingrich georgiai képviselő, a republikánus házelnök a választás másnapján bejelentette lemondását, és bár újraválasztották, nem vette át mandátumát. Helyette időközi választáson Isaksont választották meg a georgiai 6. körzet képviselőjének. További két alkalommal újraválasztották, így végül 1999. február 23-tól 2005. január 3-ig szolgált a szövetségi képviselőházban. A 2004-es választáson szenátorrá választották, és mandátumát 2010-ben és 2016-ban is sikerült megújítania.
Isakson 2019 augusztusában bejelentette, hogy megromlott az egészsége (Parkinson-kóros és vesedaganattal operálták), és emiatt 2019. december 31-i hatállyal lemond. A 2020 novemberi időközi választásig tartó időre Brian Kemp kormányzó Kelly Loefflert nevezte ki szenátornak.